# 福岡県道74号宮田小竹線
福岡県道74号宮田小竹線（ふくおかけんどう74ごう みやたこたけせん）は、福岡県宮若市から鞍手郡小竹町に至る県道（主要地方道）である。

## 概要
宮若市宮田から鞍手郡小竹町大字勝野に至る。全線片側1車線で、終点は小竹町と飯塚市の境界付近にある。

### 路線データ
- 起点：福岡県宮若市宮田（大蔵西交差点、福岡県道21号福岡直方線交点）
- 終点：福岡県鞍手郡小竹町大字勝野（小竹局入口交差点、国道200号交点）

## 歴史
- 1993年（平成5年）
  - 4月1日 - 路線認定。当時の福岡県道409号宮田小竹線を認定する。
  - 5月11日 - 建設省から、県道宮田小竹線が宮田小竹線として主要地方道に指定される[1]。

## 路線状況

### 重複区間
- 福岡県道30号飯塚福間線（宮若市宮田・脇野橋西交差点 - 宮若市宮田・脇野橋東交差点）

### 道路施設

#### 橋梁
- 宮田橋（犬鳴川、宮若市）
- 脇野橋（八木山川、宮若市、福岡県道30号飯塚福間線重複区間内）

## 地理

### 通過する自治体
- 宮若市
- 鞍手郡小竹町

### 交差する道路
| 交差する道路                        | 市町村名 | 市町村名 | 交差する場所 | 交差する場所            |
| ----------------------------------- | -------- | -------- | ------------ | ----------------------- |
| 福岡県道21号福岡直方線              | 宮若市   | 宮若市   | 宮田         | 太蔵西交差点 / 起点     |
| 福岡県道30号飯塚福間線 重複区間起点 | 宮若市   | 宮若市   | 宮田         | 脇野橋交差点            |
| 福岡県道30号飯塚福間線 重複区間起点 | 宮若市   | 宮若市   | 宮田         |                         |
| 国道200号 国道211号 重複            | 鞍手郡   | 小竹町   | 大字勝野     | 小竹局入口交差点 / 終点 |

### 沿線
- 宮若市役所
- 宮若市立宮田南小学校
- 宮若市立宮若東中学校
- 小竹町立小竹西小学校
- ミッションバレーゴルフクラブ
- 小竹町立小竹南小学校
- 日本郵政小竹郵便局